# Simonfi Imre
Simonfi Imre (Bordos, 1930. december 10. – 2019. augusztus 29. előtt) erdélyi magyar költő, újságíró.

## Életútja, munkássága
Középiskoláit a marosvásárhelyi Református Kollégiumban végezte (1949); egyetemi tanulmányait a Bolyai Tudományegyetemen kezdte (1949–50), majd a Moszkvai Egyetem művészettörténeti szakán szerzett diplomát (1954).
Újságíróként a Művelődési Útmutató/Művelődés (1954–66), majd a temesvári Szabad Szó (1966–69) és az aradi Vörös Lobogó (1969–85) munkatársa volt.
Első írása, Rokonok c. egyfelvonásosa a Művelődésben jelent meg 1954-ben, később az Előrében, Ifjúmunkásban, Pionírban, Falvak Dolgozó Népében, Korunkban is közölt.
Fordításában jelent meg Valentin Munteanu Eső c. egyfelvonásosa (Nagybánya, 1963).